# Provincies van Afghanistan

Provincies van Afghanistan

Afghanistan bestaat uit 34 provincies, of velayat (Dari: ولایت, wilāya; Pasjtoe: ولایت, wilāya), die weer zijn onderverdeeld in totaal 398 districten (Dari: ولسوالی‌, vulusvāli; Pasjtoe: ولسوالۍ, (wuləswāləi).De provincies staan onder leiding van een gouverneur (wāli), die door de regering in de hoofdstad Kabul benoemd wordt.
Rond 1950 bestond Afghanistan uit tien provincies, een aantal dat in de loop der jaren is uitgebreid tot de huidige 34. De indeling zoals die nu bestaat ontstond in 2004 nadat Dāykundī en Panjshayr werden afgesplitst van respectievelijk Uruzgān en Parwān.
| #  | Provincie     | Hoofdstad      | Oppervlakte | Inwoners (2006) |
| -- | ------------- | -------------- | ----------- | --------------- |
| 1  | Badakhshān    | Fayzabad       | 44.059 km²  | 805.500         |
| 2  | Bādghīs       | Qala-e-Now     | 20.591 km²  | 402.400         |
| 3  | Baghlān       | Pol-e Chomri   | 21.112 km²  | 782.500         |
| 4  | Balkh         | Mazar-e Sjarif | 17.249 km²  | 1.073.000       |
| 5  | Bāmyān        | Bāmyān         | 14.175 km²  | 387.300         |
| 6  | Dāykundī      | Nili           | 8.088 km²   | 339.600         |
| 7  | Farāh         | Farāh          | 48.471 km²  | 438.000         |
| 8  | Fāryāb        | Maymana        | 20.293 km²  | 840.400         |
| 9  | Ghaznī        | Ghaznī         | 22.915 km²  | 1.040.100       |
| 10 | Ghōr          | Chaghcharan    | 36.479 km²  | 485.000         |
| 11 | Helmand       | Lashkar Gah    | 58.584 km²  | 782.100         |
| 12 | Herāt         | Herāt          | 54.778 km²  | 1.544.800       |
| 13 | Jowzjān       | Sjeberghan     | 11.798 km²  | 452.000         |
| 14 | Kābul         | Kābul          | 4.462 km²   | 3.071.600       |
| 15 | Kandahār      | Kandahār       |             | 886.000         |
| 16 | Kāpīsā        | Mahmud Raqi    | 1.482 km²   | 374.500         |
| 17 | Khōst         | Khōst          | 4.152 km²   | 487.400         |
| 18 | Kunar         | Asadabad       | 11.798 km²  | 381.900         |
| 19 | Kunduz        | Kunduz         | 8.040 km²   | 833.300         |
| 20 | Laghmān       | Mihtarlam      | 3.843 km²   | 378.100         |
| 21 | Lōgar         | Pol-e Alam     | 3.880 km²   | 332.400         |
| 22 | Nangarhār     | Jalalabad      |             | 1.261.900       |
| 23 | Nīmrōz        | Zaranj         | 41.005 km²  | 138.500         |
| 24 | Nūristān      | Parun          | 9.225 km²   | 145.400         |
| 25 | Uruzgān       | Tarin Kowt     | 30.784 km²  | 314.100         |
| 26 | Paktiyā       | Gardez         | 6.432 km²   | 467.500         |
| 27 | Paktīkā       | Sjaran         | 19.482 km²  | 369.100         |
| 28 | Panjshayr     | Bazarak        | 3.610 km²   | 130.400         |
| 29 | Parwān        | Charikar       |             | 560.800         |
| 30 | Samangān      | Aybak          | 11.262 km²  | 327.700         |
| 31 | Sar-e Pul     | Sar-e Pul      | 16.360 km²  | 472.700         |
| 32 | Takhār        | Taloqan        | 12.333 km²  | 827.500         |
| 33 | Maidan Wardak | Meydan Sjahr   | 8.938 km²   | 506.300         |
| 34 | Zābul         | Qalat          | 17.343 km²  | 365.920         |